# Rusk megye (Texas)
Rusk megye az Amerikai Egyesült Államokban, azon belül Texas államban található. Megyeszékhelye és legnagyobb városa Henderson. Lakosainak száma 52 214 fő (2020. április 1.).

## Szomszédos megyék
- Smith megye (északnyugat)
- Gregg megye (észak)
- Harrison megye (északkelet)
- Panola megye (kelet)
- Shelby megye (délkelet)
- Nacogdoches megye (dél)
- Cherokee megye (délnyugat)

## Népesség
A megye népességének változása:
| Lakosok száma | 53 402 | 53 706 | 54 013 | 53 622 | 53 070 | 52 214 |
|               | 2010   | 2011   | 2012   | 2013   | 2015   | 2020   |